# Kurt Schubert
Kurt Schubert (ur. 4 marca 1923 w Wiedniu – zm. 4 lutego 2007) – austriacki hebraista, twórca Austriackiego Muzeum Żydowskiego w Eisenstad, które było pierwszą tego typu placówką w powojennej Austrii, oraz założyciel Instytut Studiów Żydowskich na Uniwersytecie Wiedeńskim. Kurt Schubert był również uznawany za wielkiego patrona pojednania i dialogu chrześcijańsko żydowskiego.